# Gotisches Haus (Gelnhausen)

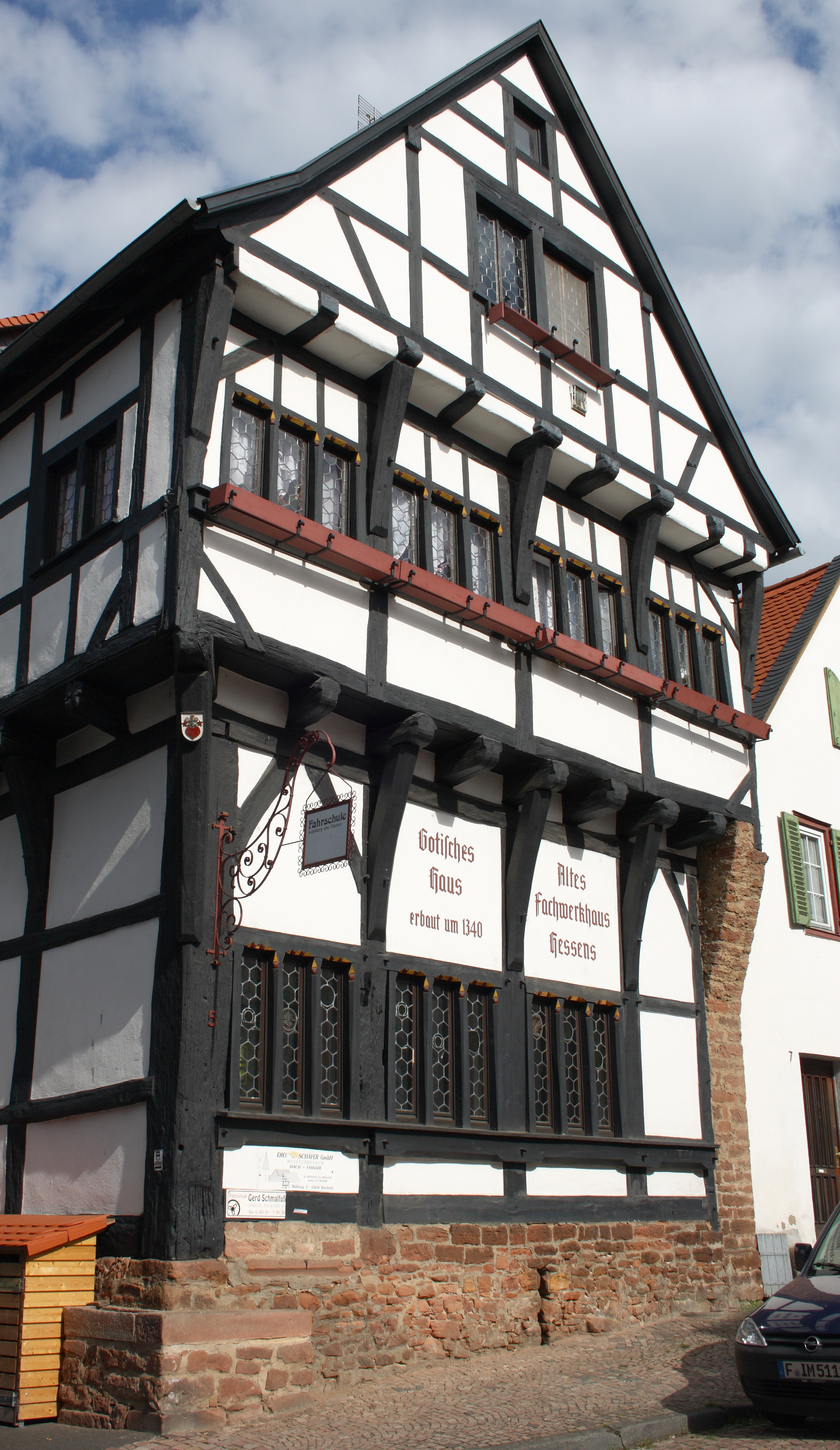
Gotisches Haus in Gelnhausen

Das Gotische Haus in Gelnhausen, der Kreisstadt des Main-Kinzig-Kreises im Südosten Hessens, wurde nach einer dendrochronologischen Untersuchung auf 1351/52 datiert. Das Fachwerkhaus an der Kuhgasse 5 ist ein geschütztes Baudenkmal.

## Beschreibung
Das Gotische Haus gehört zu den ältesten Fachwerkhäusern Hessens. Das zweigeschossige Wohnhaus in Ecklage von Kuhgasse und Herlengasse besitzt ein Sockelgeschoss und die nördliche Brandmauer aus Sandstein. Darüber erhebt sich ein hohes Hallengeschoss. Das Obergeschoss auf Bügen kragt an zwei Seiten weit vor. Die nördliche Traufseite stützt sich auf eine Mauer. Die Eckständer sind als Hängepfosten konstruiert, jeder zweite Deckenbalken wird von einer Büge unterstützt. Das Fachwerk weist keine besonderen Zierformen auf. Im Hallengeschoss sind die Kopfbänder in den giebelseitigen Außenachsen zu gotischen Spitzbögen angeordnet. Im Obergeschoss der Giebelseite ist ein Fensterband aus gekuppelten Dreiergruppen zu sehen. Das Satteldach ist mit einem Aufschiebling versehen.   